# Gary Bettman

Gary Bettman (2016)

Gary Bruce Bettman (* 2. Juni 1952 in Queens, New York) ist ein US-amerikanischer Sportfunktionär. Seit dem 1. Februar 1993 leitet er als Commissioner die nordamerikanische Eishockeyliga National Hockey League (NHL), zuvor war er unter anderem in der Basketballliga National Basketball Association (NBA) als Berater und Vizepräsident beschäftigt.

## Karriere

### Studium und Beruf
Gary Bettman studierte an der Cornell University Jura mit dem Schwerpunkt Arbeitsrecht und schloss das Studium 1974 ab. Danach besuchte er die New York University School of Law, wo er 1977 einen Juris-Doctor-Abschluss erhielt und arbeitete die folgenden Jahre für die renommierte Anwaltskanzlei Proskauer Rose Goetz & Mendelsohn in New York City.

### Engagement im Sport
1981 schloss sich Bettman der nordamerikanischen Basketballliga National Basketball Association (NBA) an und arbeitete dort zunächst im Marketing und in der Rechtsabteilung. In den folgenden Jahren stieg er immer weiter in der Hierarchie auf und wurde zum Senior Vize-Präsident und Chefsyndikus der Liga ernannt. Während seiner Zeit bei der NBA war er unter anderem an der Einführung des Salary Cap beteiligt.
1993 wechselte Bettman in die nordamerikanische Eishockeyliga National Hockey League (NHL), wo er am 1. Februar zum ersten Commissioner der Liga ernannt wurde und somit den letzten Präsidenten der Liga, Gilbert Stein, als ranghöchsten Offiziellen ablöste.
Während der 1990er Jahre trieb Bettman die Expansion der NHL voran. Bei seinem Amtsantritt umfasste die Liga 24 Mannschaften und zwei weitere Franchise waren schon vor seiner Amtszeit angekündigt worden. Mit den Nashville Predators, den Atlanta Thrashers, den Minnesota Wild und den Columbus Blue Jackets wurde die Anzahl der Mannschaften bis zum Jahr 2000 auf 30 Teams ausgebaut. Zudem wurden vier Mannschaften aus dem Norden der USA und Kanada in südlichere Staaten der USA umgesiedelt. Der Trend, die Landkarte der NHL in den Süden hin auszudehnen, um neue Märkte zu erschließen, führte zum Teil zu Kritik, da man von den „traditionellen Märkten“ Nordamerikas abrückte. Aus Kanada gab es zudem Vorwürfe, dass Bettman eine Anti-Kanada-Politik verfolgen würde, da er die Umsiedlungen der Québec Nordiques und der Winnipeg Jets nicht versucht habe zu verhindern. Diese Vorwürfe kamen erneut auf, als der Unternehmer Jim Balsillie 2007 versuchte die Nashville Predators zu kaufen mit der Intention sie nach Kanada umzusiedeln, der Verkauf aber schließlich scheiterte. Allerdings war Bettman auch verantwortlich für einen Fonds, der zum Ende der 1990er Jahre geschaffen wurde, um die vier kleinen Märkte Kanadas in Vancouver, Edmonton, Ottawa und Calgary zu unterstützen.
Seit dem Beginn seiner Amtszeit musste Bettman zudem zwei Arbeitskämpfe in der NHL überwinden. Im Herbst 1994 kam es zum ersten Lockout, als die Teambesitzer die Spieler aussperrten und es somit zu einer dreimonatigen Verzögerung des Spielbetriebs kam. Streitthemen waren dabei die Angst der Besitzer vor ausufernden Spielergehältern und regten daher eine Gehaltsobergrenze, einen Salary Cap, an. Dadurch sollten die kleinen Märkte unterstützt werden sowie durch neue Regelungen für Free Agents. Die Spielergewerkschaft NHLPA wollte hingegen eher eine Luxussteuer für die Spieler akzeptieren. Nach 104 Tagen konnte man schließlich im Januar 1995 eine Einigung finden, auch wenn die Forderung nach einem Salary Cap nicht umgesetzt werden konnte. Allerdings konnte die NHLPA durchsetzen, dass die Liga ihren Spielbetrieb in den olympischen Jahren unterbricht, damit die Spieler am olympischen Eishockeyturnier teilnehmen können. Die Saison 1994/95 wurde auf Grund des Lockout schließlich von 84 auf 48 Spiele im Grunddurchgang reduziert.
Nachdem der Tarifvertrag, das Collective Bargaining Agreement, im Herbst 1998 ausgelaufen war, entschieden sich alle Parteien für eine Verlängerung, doch im Herbst 2004 kam es zum zweiten Lockout der NHL-Geschichte. Erneut strebten die Teambesitzer nach einem Salary Cap, während die Spielergewerkschaft wieder eher nach einer Luxussteuer aus war und zudem eine Gehaltskürzung von fünf Prozent akzeptiert hätte. Bettman verhandelte erneut mit beiden Parteien, doch die Verhandlungen gestalteten sich schwieriger als zehn Jahre zuvor. Als man im Februar 2005 weiterhin keine Einigung erlangt hatte, verkündete Gary Bettman den Ausfall der gesamten Saison 2004/05. Da dies die erste Absage einer gesamten Saison im nordamerikanischen Profisport war, schlug diese Nachricht hohe Wellen und viele Kritiker Bettmans sahen sich bestätigt und die Opposition unter den Fans wuchs an. Im Sommer 2005 konnte Bettman schließlich verkünden, dass ein neuer Tarifvertrag abgeschlossen wurde, der Gehaltskürzungen bei den Spielern in Höhe von 24 Prozent vorsah sowie die von den Teambesitzern geforderte Gehaltsobergrenze, die sich an den Gewinnen der Franchises orientieren sollte.
Als eines der großen Verdienste Bettmans gilt, dass sich unter anderem durch den Abschluss hochdotierter Fernsehverträge in den 1990er Jahren die Einnahmen der Liga seit seinem Amtsantritt von 400 Millionen US-Dollar auf 2,2 Milliarden US-Dollar mehr als verfünffacht haben.
In Anerkennung seines Schaffens für die NHL und den Eishockeysport wurde Bettman im Jahre 2018 in die Hockey Hall of Fame gewählt. Im Jahr darauf nahm ihn auch die United States Hockey Hall of Fame auf.